# Eois restrictata
Eois restrictata là một loài bướm đêm trong họ Geometridae.